# Unteres Yafi-Sultanat
Das Sultanat Unter-Yafi (arabisch سلطنة يافع السفلى, DMG Salṭanat Yāfiʿ as-Suflā, englisch Lower Yafa) war einer der beiden Binnenstaaten der jemenitischen Yafi-Stammeskonföderation. Ab 1895 gehörte er zum britischen Protektorat Aden, ab 1959 zur Föderation der Arabischen Emirate des Südens und ab 1963 zur Südarabischen Föderation. 1967 wurde er in die Volksrepublik Südjemen eingegliedert.

## Geschichte
Das gebirgige Hinterland von Aden wird vom Stamm der Yafa'i bewohnt, die im 19. Jahrhundert zwei Sultanate, Unter-Yafi und Ober-Yafi bildeten. Unter-Yafi bestand aus fünf Scheichtümern, die um 1800 vereinigt wurden.
Von der Afifi-Dynastie regiert bestand das Sultanat, dessen Territorium auch einen fruchtbaren Teil Abyans umfasste, aus den fünf Scheichtümern des Saʿdī-, Yaharī-, Kaladī-, Nāḫibī- und Yazīdī-Stammes; seine Hauptstadt war Dscha'ar, die alte Residenz der Banū-Afīf-Sultane. Die zweite Hauptstadt Unter-Yafis war al-Qāra wo sich der Bergpalast des Sultans befand.
Im Gegensatz zu Ober-Yafi, das im Hochland lag, stand es, vor allem nach dem Zweiten Weltkrieg, in Kontakt mit der britischen Kolonialregierung von Aden (Kolonie Aden). Sein letzter Sultan, Mahmud ibn Aidrus al-Afifi, wurde 1967 entmachtet, womit das Sultanat in der Volksrepublik Südjemen aufging. Heute ist das untere Yafi-Gebiet Teil der Republik Jemen.